# Llano Estacado

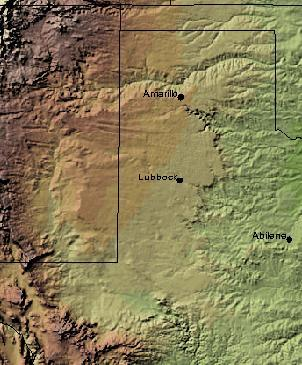
de locatie van de Llano Estacado

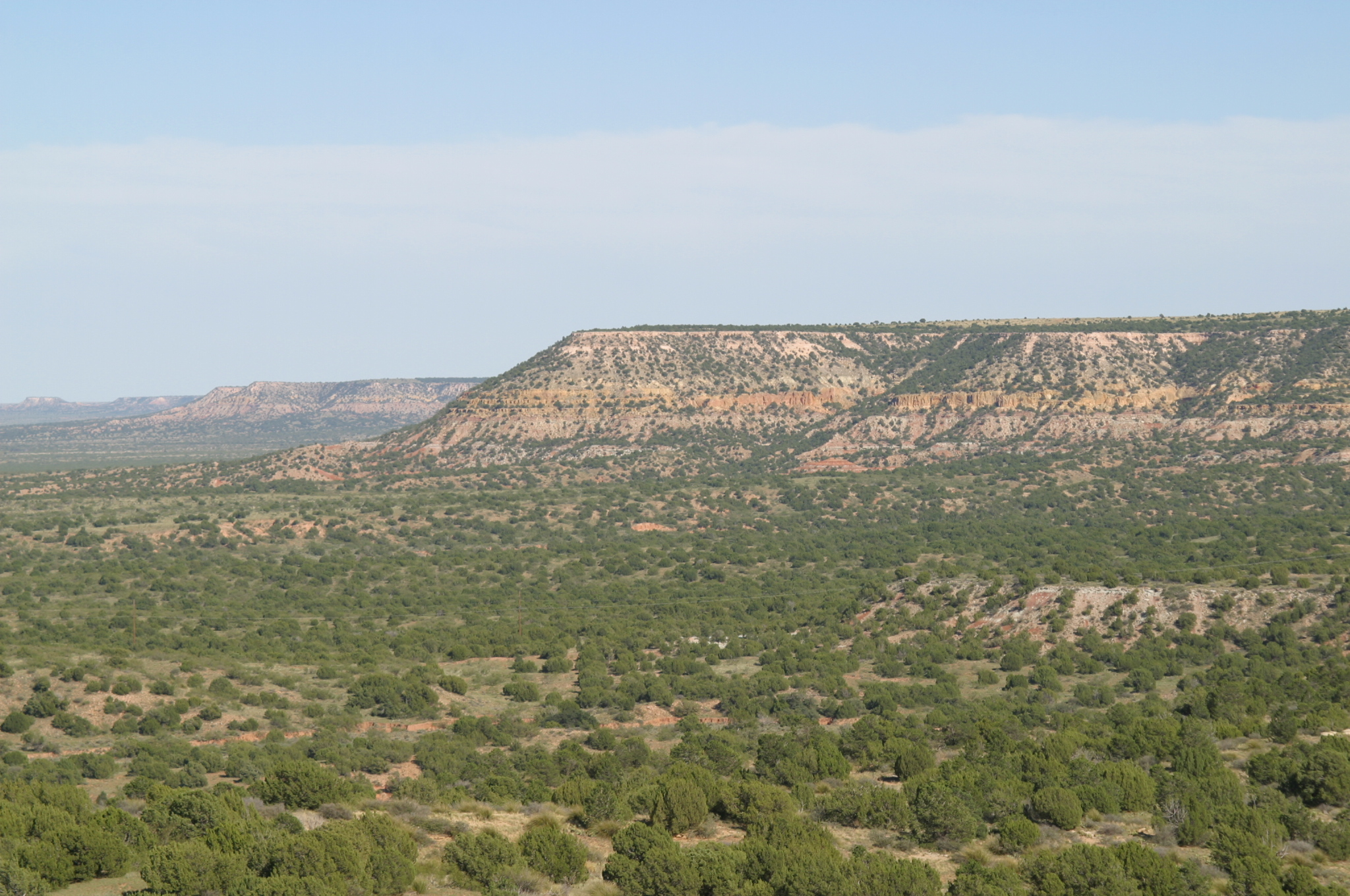
de noordgrens van de Llano Estacado

De Llano Estacado (Engels: Staked Plains) is een hoogvlakte in het noordwesten van de Amerikaanse staat Texas en het oosten van de staat New Mexico. Het grenst in het noorden en oosten aan Oklahoma en in het westen aan New Mexico. De gemiddelde hoogte bedraagt ongeveer 1000 meter boven zeeniveau. De belangrijkste steden op deze hoogvlakte zijn Lubbock en Amarillo.
In het gebied wordt voornamelijk katoen, pinda's en wijn verbouwd. Het gebied is relatief dunbevolkt en de bevolking is overwegend werkzaam in de agrarische sector.

## Naam
"Llano Estacado" is Spaans voor "Vlakte der staken". Over het ontstaan van de naam zijn of waren verschillende theorieën in omloop :
- Volgens een Spaanse legende werden er stokken in de grond gestoken om de enige weg door de woestijnsteppe aan te geven.
- Indiaanse overleveringen vertelden dat hun voorouders stokken in de grond sloegen om een Groot Opperhoofd, dat uit het oosten moest komen om hun vijanden te verslaan, de weg te wijzen.
- Ook Josiah Gregg, een negentiende-eeuwse kenner van de geschiedenis van het westen van de VS, verwijst naar stokken in de woestijn; volgens hem gaven deze de loop van wateraders aan.
- Volgens latere reizigers stonden er stokken voorzien van een bizonschedel om de postroute van de Butterfield Overland Mail te markeren.
- Sommige biologen achtten het onwaarschijnlijk dat in een boomloos gebied als de Llano stokken zijn neergezet en meenden dat het "estacado" een verwijzing was naar de slanke stengels van de palmlelie die in de randgebieden van de Llano voorkomt.
- Een andere kenner van de geschiedenis van het 'wilde westen', Herbert Bolton, verdedigt de stelling dat "estacado" (van het z.nw. estaca) niets met stokken te maken heeft, maar alles met palissaden. Coronado, een Spaanse ontdekkingsreiziger, ontdekte aan de westzijde van het gebied een formatie van rotspieken die als een palissadenomheining het gebied leken af te sluiten.

Tegenwoordig wordt de laatste theorie de meest waarschijnlijke geacht.

## Trivia
Verschillende schrijvers over het wilde westen hebben geschreven over de Llano Estacado. Zo laat de bekende Duitse schrijver van indianenverhalen Karl May enkele van zijn verhalen zich afspelen in deze tot de verbeelding sprekende woestijnsteppe, met hier en daar een oase of een cactusveld. Een van de verhalen herinnert aan de naam: in de grond geslagen palen markeren een weg door de woestijn; een misdadigersbende haalt echter de palen weg en slaat die elders in de grond, zodat reizigers verdwalen en van honger en dorst omkomen.